# Jimmy Joy
Jimmy Joy (egentligen James Monte Maloney), född 20 april 1902, död 7 mars 1962, var en amerikansk jazzmusiker (klarinett, altsaxofon) och orkesterledare, främst verksam i mellanvästern.
James Maloney blev 1921 student vid University of Texas och tog där över ledningen av ett femmannaband, vilket blev så känt som "Jimmie's Joys" att dess ledare beslöt att antaga detta som sitt artistnamn (och bytte så småningom även formellt namn härtill). Joys orkester var framgångsrik nog att 1923 få sända en halvtimmes jazzkonsert i radio för San Antonio-baserade stationen WOAI och turnerade också flitigt. Under ett engagemang i Kalifornien gjorde bandet i augusti 1923 sina första skivinspelningar för det lilla lokala skivbolaget Golden i Los Angeles.
Åter hemma i Texas gjorde Jimmy Joy - som nu döpt om sitt band till "Jimmy Joy's St. Anthony's Hotel Orchestra" - 1924 inspelningar för det större skivbolaget Okeh som vid denna tid gjorde en inspelningsturné till Dallas. Bolaget följde också upp detta med åtskilliga ytterligare inspelningar påföljande år, gjorda dels i Kansas City, dels åter i Dallas.
På dessa tidigare inspelningar framträder Joys orkester som ett tämligen renodlat jazzband. Senare skulle Joy dock, liksom många andra av 1920-talets vita orkesterledare, övergå till en mer schlagerbetonad och sentimental repertoar. Denna senare sida av Joy finns främst dokumenterad på hans inspelningar för Brunswick 1928-1929 (huvudsakligen gjorda i Chicago), men torde ha blivit ännu mer framträdande under 1930-talet; från detta decennium finns dock inga inspelningar med orkestern. Joy var även en showman och var känd för sitt uppvisningsnummer där han spelade på två klarinetter samtidigt. Hans signaturmelodi var Shine On Harvest Moon.
Joys orkester hade långvariga engagemang på ett antal olika hotell, bland annat Muehlenbach i Kansas City, Peabody i Memphis, Baker och Adolphus i Dallas samt St. Anthony i San Antonio, de tre sistnämnda i Joys hemstat Texas, vilken i sinom tid hedrade honom med en utnämning till hedersmedlem i Texas Rangers. Från 1949 slog sig Joy permanent ner i Dallas och under 1950-talet trappade han ner sitt engagemang som musiker.
Ett antal sedermera kända musiker ingick under 1920-talet i Joys orkester, däribland banjoisten och sångaren Smith Ballew, klarinettisten Matty Matlock, saxofonisten Eddie Durham och pianisten Terry Shand. Under 1946-47 var sångerskan Patti Page Joys vokalist.